# رالف غرين
رالف غرين (بالإنجليزية: Ralph Green)‏ هو لاعب كرة قدم أسترالية أسترالي، ولد في 8 يونيو 1911 في أديلايد في أستراليا، وتوفي في 9 مارس 1991.

## وصلات خارجية
- رالف غرين على موقع AustralianFootball.com (الإنجليزية)
- رالف غرين على موقع AFLtables.com (الإنجليزية)